# 訃報 1999年11月
訃報 1999年11月（ふほう 1999ねん11がつ）では、1999年（平成11年）11月中に物故した、又は物故が報じられた人物についてまとめる。

## （1日 - 15日）

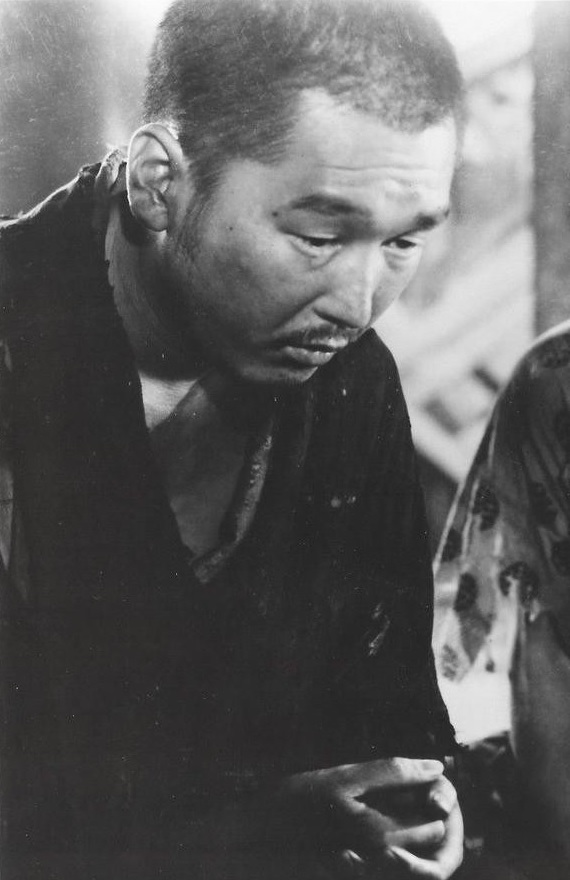
千秋実／11月1日没

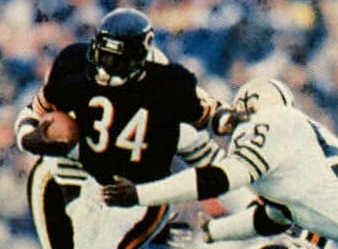
ウォルター・ペイトン／11月1日没

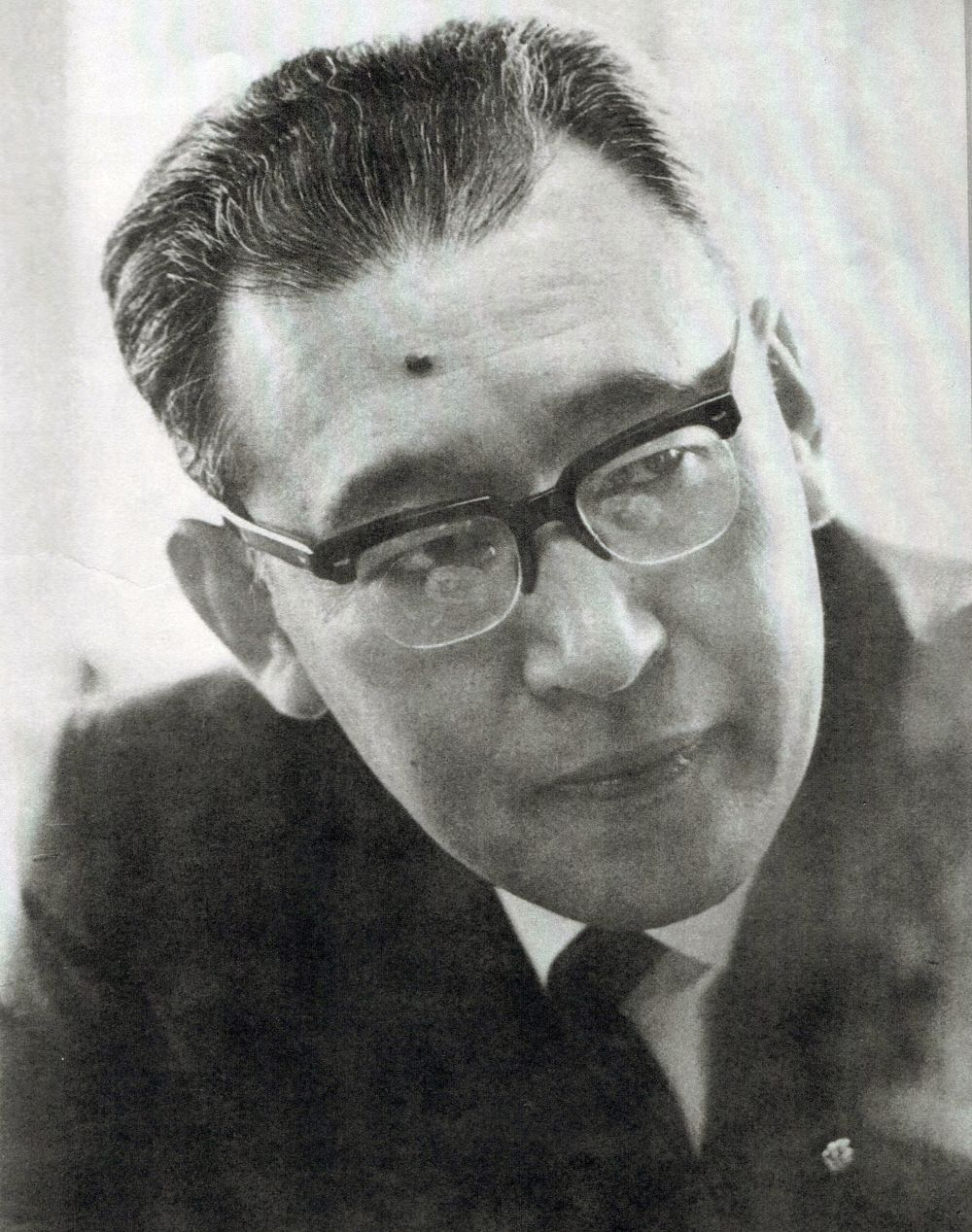
佐治敬三／11月3日没

- 11月1日 - 千秋実、俳優（* 1917年）
- 11月1日 - ウォルター・ペイトン、アメリカンフットボール選手（* 1954年）
- 11月3日 - 佐治敬三、実業家、サントリー会長（* 1919年）
- 11月7日 - 藤田圭雄、児童文学者（* 1905年）
- 11月8日 - 鶴田欣也、日本文学研究者（* 1932年）
- 11月9日 - 尾崎宏次、演劇評論家（* 1914年）
- 11月10日 - フェリックス・ガリミール、ヴァイオリニスト（* 1910年）
- 11月11日 - 大田山一朗、大相撲力士（* 1924年）
- 11月12日 - 蓬茨霊運、天文学者（* 1935年）
- 11月15日 - 友納武人、厚生官僚、政治家、元千葉県知事・衆議院議員（* 1914年）

## （16日 - 30日）

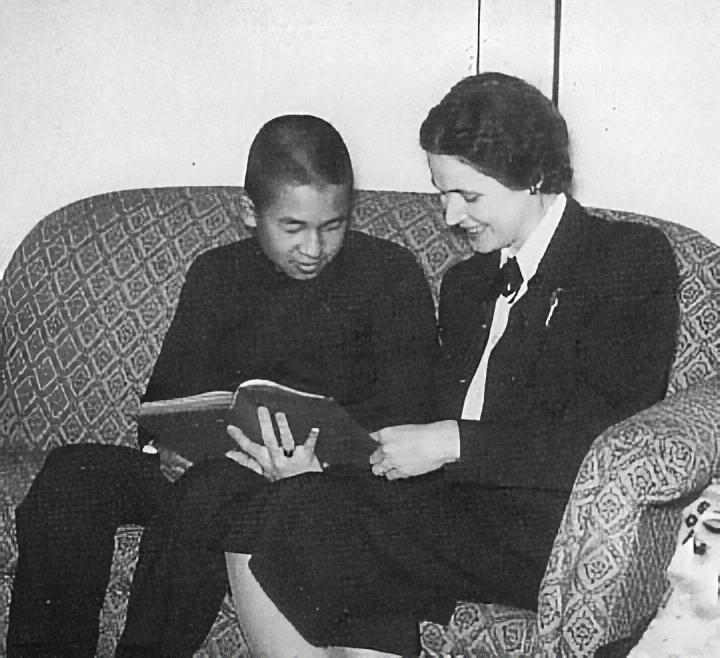
エリザベス・ヴァイニング（右）／11月27日没

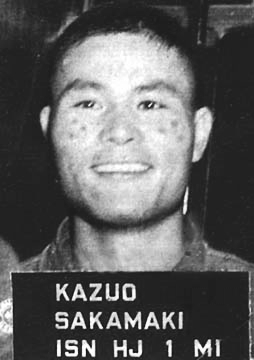
酒巻和男／11月29日没

- 11月16日 - 小嶋仁八郎、プロ野球選手、高校野球指導者（* 1921年）
- 11月18日 - ダグ・サーム、アメリカ合衆国のミュージシャン、歌手（* 1941年）
- 11月19日 - 木下航二、作曲家（* 1926年）
- 11月19日 - 山村正夫、ミステリー作家（* 1931年）
- 11月27日 - エリザベス・ヴァイニング、司書・作家、少年時代の明仁親王（明仁上皇）の家庭教師（* 1902年）
- 11月28日 - 佐藤誠三郎、政治学者（* 1932年）
- 11月29日 - 岩本薫、棋士（* 1902年）
- 11月29日 - 酒巻和男、日本海軍軍人（* 1918年）
- 11月29日 - キノトール、劇作家・脚本家・演出家（* 1922年）
- 11月30日 - 黄信介、政治家（* 1929年）